# Monstre de Frankenstein
Pour les articles homonymes, voir Frankenstein.
Le Monstre de Frankenstein ou la créature de Frankenstein est un personnage de fiction qui apparaît pour la première fois dans le roman de Mary Shelley Frankenstein ou le Prométhée moderne. Il s'agit d'un être également artificiel créé par le savant Victor Frankenstein à l'aide d'un assemblage de cadavres ramené ensuite à la vie.
Dans le roman — où il est appelé « le démon », « le monstre » et le plus souvent « la créature » — comme dans la plupart des films, le monstre n'a pas de nom. Une confusion s'est cependant opérée dans l'esprit du public entre le savant et sa créature, qui est fréquemment, et par abus de langage, désignée sous le nom de « Frankenstein ». Cette confusion est entretenue par certaines adaptations.
Intelligent et doué de la parole dans le roman de Mary Shelley, le monstre est souvent présenté dans les adaptations comme une brute incapable de parler, ou parlant avec difficulté. Ce changement, qui date de la première théâtrale en 1823, se retrouve dans les longs métrages des années 1930, puis dans la majorité des autres films mettant en scène le personnage.

## Histoire

### Dans le roman original
Dans le roman, le jeune savant Victor Frankenstein, se demandant quelle est « l'essence même de la vie », décide de créer un être vivant de toutes pièces, mais il s'enfuit par peur de la laideur de la créature qu'il a créée. Le « monstre », tel que décrit dans le roman, mesure huit pieds de haut soit 2,43 mètres ; il a une peau jaune laissant voir ses muscles et veines, un visage ridé, des cheveux abondants d'un noir brillant, des dents très blanches et des yeux sans couleur.
Frankenstein prend la fuite, abandonnant sa créature. Le monstre tente de survivre et subit dégoût et peur par son apparence dans les lieux qu'il visite. Il vit près d'une famille française, apprend grâce à eux, s'attache à eux et tente de se faire aimer, mais se fait chasser.
Pris de haine et de tristesse, il décide de commettre le mal en assassinant pour commencer le frère de Frankenstein, et va trouver ce dernier, lui expliquant ce qu'il a vécu. Le monstre promet de laisser les humains en paix si Frankenstein lui fabrique une femme. Le savant s'exécute, mais détruit son œuvre. Par vengeance, le monstre décide d'assassiner Clerval, le meilleur ami de Frankenstein, puis sa fiancée. Le docteur décide de suivre sa création jusqu'au Pôle Nord. Alors qu'il était sur le point de mourir de froid, Frankenstein est recueilli sur le bateau de Robert Walton, auquel il raconte son histoire avant d'expirer. Walton trouve ensuite le monstre qui est sur le corps de Frankenstein. La créature déclare à l'explorateur que ses crimes l'ont fait souffrir lui aussi et que, n'ayant plus de raison de vivre, il va mettre fin à ses jours sur un bûcher : il s'enfuit alors du bateau.

### Dans les adaptations
L'adaptation cinématographique de 1931 produite par Universal, où le monstre est interprété par Boris Karloff, marque considérablement l'imaginaire collectif, au point d'être couramment associée au personnage, qu'il s'agisse de son physique ou de ses traits de personnalité. Le maquillage conçu par Jack Pierce et repris ensuite dans toute la série des Universal Monsters, constitue depuis lors l'apparence la plus familière du monstre : ses principaux traits sont une tête de forme cylindrique, un front très épais, des boulons dans le cou — ou sur les tempes, dans certaines variantes — et un corps recouvert de points de suture. Alors que dans le roman, le monstre est doué d'une grande intelligence et utilise un vocabulaire soutenu, dans le premier film d'Universal, il s'exprime par simples grognements ; dans sa suite La Fiancée de Frankenstein, il réussit à parler, mais de manière très imparfaite. Cette anomalie est expliquée dans le premier film par une scène où l'assistant du docteur fait accidentellement tomber le cerveau qu'il était chargé de voler dans un laboratoire pour construire le monstre et le remplace alors par un autre, qui se trouve être un cerveau malade.
Boris Karloff interprète à nouveau le monstre dans deux suites, La Fiancée de Frankenstein (1935) et Le Fils de Frankenstein (1939). Dans le deuxième film le souhait du monstre d'avoir une compagne, déjà exprimé dans le roman, devient réalité, mais celle-ci le repousse avec dégoût.
Le personnage du monstre est ensuite repris au cinéma ou à la télévision par de nombreux autres acteurs, parmi lesquels Lon Chaney Jr. dans Le Fantôme de Frankenstein (1942), Béla Lugosi dans Frankenstein rencontre le loup-garou (1943), Glenn Strange dans La Maison de Frankenstein (1944), Christopher Lee dans Frankenstein s'est échappé (1957), Robert De Niro dans Frankenstein (1994) ou Aaron Eckhart dans I, Frankenstein (2014). Dans la plupart des adaptations, la créature est représentée avec une intelligence limitée comme dans les films avec Boris Karloff. Quelques films, comme le Frankenstein de Kenneth Branagh - adaptation assez fidèle du roman - ou le Van Helsing de Stephen Sommers le représentent comme doté d'une intelligence normale.
Le film Docteur Frankenstein (2015) est l'une des rares adaptations au cinéma où le monstre a un nom : il y est baptisé « Prométhée ». Dans la série Penny Dreadful, les monstres successifs créés par Frankenstein s'appellent « Caliban » et « Proteus ».

## Dans les arts et la culture populaire

### Télévision
- 2018 : Le funeste destin du docteur Frankenstein, documentaire de Jean Froment.
- 2022 : Frankenstream, ce monstre qui nous dévore, documentaire réalisé par Adrien Pavillard et Pierre-Philippe Berson.

### Théâtre
En 2011, Danny Boyle met en scène Frankenstein sur une adaptation de Nick Dear.
En 2018, Jan-Christoph Gockel et Michael Pietsch le mettent en scène dans la pièce Frankenstein Mary Shelley.

### Radio
En 2023, Christophe Loerke crée le podcast Frankenstein en 5 épisodes.

### Littérature

#### Bande dessinée
Le monstre de Frankenstein apparait dans l'univers d'Hellboy écrit par Mike Mignola.
Dans l'album Chasseur de primes de Lucky Luke, un apprenti sorcier et le sorcier cheyenne qui l'initie, portent tous deux un masque du monstre.

#### Roman
La série de romans publiée par Jean-Claude Carrière sous le pseudonyme Benoît Becker aux éditions Fleuve noir entre 1957 et 1959 se distingue en donnant un nom à la créature, baptisée « Gouroull ». Le monstre de Frankenstein est dépeint dans ces livres comme un tueur froid. Dean Koontz donne lui aussi un nom à la créature dans sa série de romans publiée entre 2004 et 2011 : elle est appelée dans ces livres « Deucalion », en référence à Deucalion, le fils de Prométhée. Le monstre dépeint par Dean Koontz est en quête de rédemption et cherche pour cela à contrecarrer les plans maléfiques de son créateur.
Le personnage de la créature de Frankenstein apparait aussi dans l'œuvre Fate/Apocrypha comme servant de la faction noire, en tant que Berserker. Il apparait également dans le jeu mobile Fate/GO sous le prénom de Fran.